# Coelorinchus immaculatus
Coelorinchus immaculatus es una especie de pez de la familia Macrouridae en el orden de los Gadiformes.

## Morfología
• Los machos pueden llegar alcanzar los 32 cm de longitud total.

## Hábitat
Es un pez de aguas profundas que vive entre 340-780 m de profundidad aunque, normalmente, lo hace entre 400 a 500.

## Distribución geográfica
Se encuentra en el Chile central